# Socjalizacja
Socjalizacja (łac. socialis = społeczny) – proces (oraz rezultat tego procesu) nabywania przez jednostkę systemu wartości, norm oraz wzorów zachowań (w wyniku oddziaływań otoczenia społecznego), obowiązujących w danej zbiorowości. Socjalizacja trwa przez całe życie człowieka, lecz w największym nasileniu występuje, gdy dziecko rozpoczyna życie w społeczeństwie. Największą rolę na tym etapie odgrywają jego rodzice, później także wychowawcy i rówieśnicy oraz instytucje (takie jak szkoła, przedszkole czy Kościół).
Na drodze socjalizacji człowiek uczy się podstaw interakcji społecznych, poznaje społeczne normy postępowania, wartości, nabywa umiejętność posługiwania się przedmiotami i kształtuje swoją osobowość.
Występują różne mechanizmy socjalizacyjne; wymienia się takie jak: pełnione role społeczne, będące głównym atrybutem osobowości, następnie odruchy warunkowe i socjalizacja, motywy i aspiracje oraz identyfikacja i internalizacja.
Pełniona przez jednostkę rola społeczna wyznacza jej pozycję w strukturze grupy, określa jej uprawnienia nadane przez grupę i czynniki zabezpieczenia tych uprawnień oraz obowiązki, jakie musi ona wypełnić.
Odruch warunkowy powstaje na bazie popędu i skojarzonego z nim bodźca. Tworzy się mechanizm, który warunkuje popędowe formy zachowania przystosowując je do wymagań grupy społecznej.
Mechanizm socjalizacji polega na tym, że społeczeństwo determinuje sposoby zaspokajania potrzeb przez jednostkę. Stosuje ono jeden albo zaledwie kilka sposobów, które przyswaja dana osoba i je realizuje w swoim życiu. Staje się w ten sposób zdolną do powielania tych metod i wynajdywania środków w otoczeniu do zaspokajania własnych potrzeb. Zresztą grupa nie pozostawia zbytniego marginesu swobody w wyborze tych środków i stosowaniu określonych sposobów. Występuje silny nacisk na podporządkowanie się jednostki obowiązującym już wzorom społecznego zachowania się w określonych sytuacjach związanych z zaspokajaniem potrzeb. Socjalizacja zresztą determinuje upodobania członków grupy, ich gusty w zakresie wyboru określonych środków związanych bezpośrednio z funkcjonowaniem organizmu albo zachowaniem swojego statusu społecznego.
Kolejnymi mechanizmami socjalizacyjnymi są motywy i aspiracje. Pojawiają się one nieco później w rozwoju ontogenetycznym niż te, dotąd omówione. Związane są bowiem z rozwojem zainteresowań jednostki z jej pragnieniami i dążeniami, czyli kulturowo zdeterminowanymi siłami dynamizującymi jednostkę do określonego zachowania się. Motywem nazywa się czynnik popychający ludzi do działania. Przejawia się on w wybiórczej aktywności skierowanej na osiągnięcie jakiegoś celu. Człowiek ukierunkowuje swoje wysiłki właśnie na realizację powziętych zamierzeń, czasami tylko intuicyjnych, ledwie przeczuwanych. Charakterystycznym stanem motywu jest wyraźnie odczuwalne napięcie, niepokój spowodowany brakiem zaspokojenia potrzeby. Początkowo są to na ogół fizjologiczne, a z czasem również potrzeby mające charakter społeczny, związane na przykład z dążeniem do przywództwa w grupie, pozyskiwaniem zwolenników dla jakiejś idei.
Aspiracje społeczne nadbudowane są nad motywami. Aspiracje również angażują człowieka w realizacji określonych celów. Są one na ogół odległe, a droga do nich prowadząca może być najeżona różnymi trudnościami. Aspiracje określają też spodziewany wynik podjętego działania. Różnią się zatem od motywów pod względem siły, wyrażającej się w efektach wykonywania podejmowanych działań. Mówi się o aspiracjach wyrównanych, kiedy jednostka podejmuje się działań na miarę własnych możliwości, natomiast gdy owe stawiane sobie zadania przewyższają jej możliwości, mówi się o aspiracjach zawyżonych, zaś gdy im nie odpowiadają – o aspiracjach zaniżonych. Występują różne rodzaje aspiracji związane z usytuowaniem człowieka w strukturze społecznej, związane z jego działaniami czy też upodobaniami.
Procesy identyfikacji internalizacji należą do mechanizmów socjalizacyjnych opartych nie na bezpośrednim zaspokajaniu potrzeb, jak warunkowanie i kanalizacja, czy na zaspokajaniu własnych pragnień, jak motywy i aspiracje, ale oparte są na bezpośredniej konfrontacji jednostki z grupą. Identyfikacja jest pewnym stosunkiem jednostki wobec grupy, zaś internalizację określić można jako jej reakcje na reprezentowane przez grupę wartości. Identyfikacja jest procesem prowadzącym do utożsamiania się własnych interesów człowieka z interesami i wartościami grupy i wskutek tego podporządkowania się wymaganiom stawianym przez grupę. Taka osoba akceptuje wartości i normy grupowe, broni stanowiska wyrażanego przez członków grupy, podporządkowuje swoje działanie niejako interesowi zbiorowemu tej grupy społecznej. Występują różne stopnie identyfikacji jednostki z grupą. Bardzo silny związek emocjonalny powoduje to, iż grupę, z którą jednostka się identyfikuje, nazywa się jej grupą odniesienia. Mówiąc o internalizacji postaw oraz wartości, warto zauważyć, iż „W przypadku zachowań niezgodnych z obowiązującymi zasadami społecznymi, znajdującymi swą normatywną postać w prawie, zinternalizowane wartości odbiegają od propagowanego wzorca. Wartości, mimo propagowania w szerokim zakresie zarówno przez instytucje formalne, jak i nieformalne, mogą być zróżnicowane ze względu na zapatrywania grupy, w której zachodzi proces socjalizacji danej jednostki”.
W psychologii społecznej terminem internalizacji określa się drugą stronę procesu identyfikacji. Oznacza to, że jednostka uzewnętrznia wzory, normy i wartości grupowe w sposób świadomy, akceptuje je, stając się niejako dziedzińcem własnej klasy czy warstwy społecznej. Internalizacja obejmuje różne mechanizmy psychiczne prowadzące do identyfikacji z grupą odniesienia i przyjmowania obowiązujących w niej zasad współżycia między poszczególnymi członkami oraz akceptację reguł awansu społecznego. Internalizacja oznacza zatem skutki percepcji panujących w danej grupie wzorów, norm i wartości społecznych, skutki przemyśleń o tychże elementach życia społecznego, jak również emocjonalne ustosunkowanie się do nich.
Procesy socjalizacji można podzielić na pierwotne i wtórne.